# Kloster Les Roches
Das Kloster Les Roches (lat. Sancta Maria de Rupibus) ist eine ehemalige Zisterzienserabtei in der Gemeinde Myennes im Département Nièvre, Region Bourgogne-Franche-Comté, in Frankreich, rund vier Kilometer nördlich von Cosne-Cours-sur-Loire und am rechten Ufer der Loire.

## Geschichte
Das Kloster wurde 1137 mit Unterstützung der Barone von Donzy als Tochter der Primarabtei Pontigny gegründet. Es wurde während der Religionskriege 1567 geplündert und zerstört und in der Französischen Revolution aufgelöst. Heute sind nurmehr unbedeutende Ruinen und die Mühle aus dem 13. Jahrhundert vorhanden. Jedoch bestehen die Grangie und der Keller von Saint-Loup noch, zudem das dortige Schloss der Äbte aus dem 15. Jahrhundert.